# 여론현장
《여론현장》은 대구MBC 표준FM에서 평일 아침 8시 35분부터 아침 9시까지 방송하는 대구·경북 지역의 아침 출근길 시사 프로그램이다.

## 진행
- 김혜숙 아나운서

## 역대 방송시간
| 방송 채널      | 방송 기간                          | 방송 시간                                                |
| -------------- | ---------------------------------- | -------------------------------------------------------- |
| 대구MBC 표준FM | 2001년 4월 9일 ~ 2005년 10월 22일  | 월~토요일 아침 7:20 ~ 아침 8:00                          |
| 대구MBC 표준FM | 2005년 10월 24일 ~ 2007년 4월 21일 | 월~토요일 아침 7:15 ~ 아침 8:00                          |
| 대구MBC 표준FM | 2007년 4월 23일 ~ 2009년 10월 16일 | 평일 아침 7:15 ~ 아침 8:00                               |
| 대구MBC 표준FM | 2009년 10월 19일 ~ 2010년 4월 24일 | 월~토요일 아침 8:35 ~ 아침 9:00                          |
| 대구MBC 표준FM | 2010년 4월 26일 ~ 2010년 10월 16일 | 평일 아침 8:35 ~ 아침 9:00, 토요일 아침 8:15 ~ 아침 9:00 |
| 대구MBC 표준FM | 2010년 10월 18일 ~ 현재            | 평일 아침 8:35 ~ 아침 9:00                               |

## 코너소개

### 매일 코너
- 월~목요일 : 포커스 인
- 금요일 : 정가소식
- 교통정보

### 요일별 코너
- 월요일 : 경제포커스
- 화요일 : 국제이슈
- 수, 목요일 : 현장속으로
- 금요일 : 문화포커스

## 같이 보기
- 대구문화방송
- MBC 표준FM
- 이진우의 손에 잡히는 경제